# Casa de la Pia Almoina (Bañolas)
La Casa de la Pia Almoina es un edificio ubicado en la plaza de la Font de Bañolas (Gerona, España). Actualmente es la sede del Museo Arqueológico Comarcal de Bañolas, del Archivo Histórico de la Ciudad y del Centro de Estudios Comarcales.
Tanto el edificio como el museo están catalogados como Bien de Interés Cultural, de acuerdo al decreto 474/1962 de 1 de marzo de 1962, con el código RI-51-0001352.

## Historia
El edificio actual se construyó sobre otras edificaciones prerrománicas y románicas. La finca albergó el Consejo de Prohombres, un precedente del ayuntamiento, creado después que el abad Vallespirans dio independencia administrativa a sus vasallos, en 1303. Fue también la sede local de la Pia Almoina, una institución benéfica medieval que en Bañolas fue fundada por Guillermo Reixach en 1307. 
En el siglo XIX, con la ley de desamortización, desaparecieron las rentas que mantenían a la Pia Almoina y la institución dejó de existir. El Ayuntamiento, denominación que sustituyó la Casa de la Villa a partir del 1715, continuó ubicado en el edificio hasta su trasladado a la parte alta de la ciudad en 1928. En los años siguientes el edificio se convirtió en la sede del Museo Arqueológico Comarcal.

## Arquitectura
Edificio entre medianeras, que mezcla arquitectura románica y gótica, aunque se cree que la construcción inicial sería anterior al año 1000,  por los restos de opus spicatum en uno de sus muros. La fachada es de sillares de piedra de Bañolas. Destaca su galería gótica central, así como la Sala Mayor del Consejo, donde se conservan restos de la antigua decoración con pinturas de color rojo, amarillo y negro. El edificio dispone de una gran escalera de piedra que permite acceder al primer piso.